# Olli Wisdom
Olli Wisdom, eg. Oliver John Wisdom, född 8 mars 1958 i London, död 23 augusti 2021 i London, var en brittisk musiker känd dels från gothrockgruppen Specimen, dels som soloartist inom elektronisk dansmusik under pseudonymen Space Tribe.
Under 1980-talet var Olli Wisdom sångare i The Specimen. Efter att bandet splittrades 1986 reste Wisdom till Asien och fick inspiration att börja skriva psykedelisk trance. Han har även spelat i The Unwanted och Metroz.